# مارفين (كارولاينا الشمالية)
مارفين (بالإنجليزية: Marvin, North Carolina)‏ هي قرية تقع في الولايات المتحدة في كارولاينا الجنوبية. يقدر عدد سكانها بـ 5,579 نسمة ومساحتها 10.2 كم2 وترتفع عن سطح البحر 212 متر.

## التركيبة السكانية
حدّد مكتب تعداد الولايات المتحدة بيانات التركيبة السكانية لمارفين في تعداد الولايات المتحدة. في ما يلي، التركيبة السكانية حسب تعدادي 2000 و2010.

### تعداد عام 2000
بلغ عدد سكان مارفين 1,039 نسمة بحسب تعداد عام 2000، وبلغ عدد الأسر 329 أسرة وعدد العائلات 302 عائلة مقيمة في القرية. في حين سجلت الكثافة السكانية 66.5 نسمة لكل كيلومتر مربع (172.2/ميل2). وبلغ عدد الوحدات السكنية 355 وحدة بمتوسط كثافة قدره 22.7 لكل كيلومتر مربع (58.8/ميل2).
وتوزع التركيب العرقي للقرية بنسبة 97.50% من البيض و1.73% من الأمريكيين الأفارقة و0.58% من الأمريكيين ذوي الأصول الآسيوية و0.19% من عرقين مختلطين أو أكثر و1.06% من الهسبانيون أو اللاتينيون من أي عرق.
بلغ عدد الأسر 329 أسرة كانت نسبة 54.4% منها لديها أطفال تحت سن الثامنة عشر تعيش معهم، وبلغت نسبة الأزواج القاطنين مع بعضهم البعض 87.5% من أصل المجموع الكلي للأسر، ونسبة 2.1% من الأسر كان لديها معيلات من الإناث دون وجود شريك،  بينما كانت نسبة 2.1% من الأسر لديها معيلون من الذكور دون وجود شريكة وكانت نسبة 8.2% من غير العائلات. تألفت نسبة 6.4% من أصل جميع الأسر من عدة أفراد يعيشون في نفس المنزل ونسبة 2.1% كانت تتألف من شخص يعيش بمفرده يبلغ من العمر 65 عاماً أو أكثر. وبلغ متوسط حجم الأسرة المعيشية 3.16، أما متوسط حجم العائلات فبلغ 3.30.
بلغ العمر الوسطي للسكان 36.6 عاماً. وكانت نسبة 33.6% من القاطنين تحت سن الثامنة عشر، وكانت نسبة 3.4% بين الثامنة عشر والرابعة والعشرين عاماً، ونسبة 33.8% كانت واقعةً في الفئة العمرية ما بين الخامسة والعشرين والرابعة والأربعين عاماً، ونسبة 24.2% كانت ما بين الخامسة والأربعين والرابعة والستين، ونسبة 5.1% كانت ضمن فئة الخامسة والستين عاماً فما فوق. يوجد لكل 100 أنثى 102.5 ذكر، ويوجد لكل 100 أنثى في الثامنة عشر من عمرها فما فوق 97.1 ذكر.
بلغ متوسط دخل الأسرة في القرية 97,497 دولارًا، أما متوسط دخل العائلة فبلغ 100,904 دولارًا. وكان متوسط دخل الذكور 78,004 دولارًا مقابل 57,019 دولارًا للإناث. وسجل دخل الفرد الخاص بالقرية 36,626 دولارًا. وكانت نسبة 2% من العائلات ونسبة 1.9% من السكان تحت خط الفقر، وكان من هؤلاء نسبة 1.5% تحت سن الثامنة عشر ونسبة 2.1% في الخامسة والستين من العمر وما فوق.

### تعداد عام 2010
بلغ عدد سكان مارفين 5,579 نسمة بحسب تعداد عام 2010، وبلغ عدد الأسر 1,553 أسرة وعدد العائلات 1,463 عائلة مقيمة في القرية. في حين سجلت الكثافة السكانية 356.9 نسمة لكل كيلومتر مربع (924.4/ميل2). وبلغ عدد الوحدات السكنية 1,625 وحدة بمتوسط كثافة قدره 104 لكل كيلومتر مربع (269.4/ميل2).
وتوزع التركيب العرقي للقرية بنسبة 86.22% من البيض و5.66% من الأمريكيين الأفارقة و0.18% من الأمريكيين الأصليين و5.38% من الأمريكيين ذوي الأصول الآسيوية و0.02% من سكان جزر المحيط الهادئ و0.97% من الأعراق الأخرى و1.58% من عرقين مختلطين أو أكثر و3.33% من الهسبانيون أو اللاتينيون من أي عرق.
بلغ عدد الأسر 1,553 أسرة كانت نسبة 68.3% منها لديها أطفال تحت سن الثامنة عشر تعيش معهم، وبلغت نسبة الأزواج القاطنين مع بعضهم البعض 89.4% من أصل المجموع الكلي للأسر، ونسبة 3.1% من الأسر كان لديها معيلات من الإناث دون وجود شريك،  بينما كانت نسبة 1.7% من الأسر لديها معيلون من الذكور دون وجود شريكة وكانت نسبة 5.8% من غير العائلات. تألفت نسبة 4.8% من أصل جميع الأسر من عدة أفراد يعيشون في نفس المنزل ونسبة 1.7% كانت تتألف من شخص يعيش بمفرده يبلغ من العمر 65 عاماً أو أكثر. وبلغ متوسط حجم الأسرة المعيشية 3.59، أما متوسط حجم العائلات فبلغ 3.73.
بلغ العمر الوسطي للسكان 36.8 عاماً. وكانت نسبة 40.9% من القاطنين تحت سن الثامنة عشر، وكانت نسبة 3.4% بين الثامنة عشر والرابعة والعشرين عاماً، ونسبة 25% كانت واقعةً في الفئة العمرية ما بين الخامسة والعشرين والرابعة والأربعين عاماً، ونسبة 25.7% كانت ما بين الخامسة والأربعين والرابعة والستين، ونسبة 5% كانت ضمن فئة الخامسة والستين عاماً فما فوق. وتوزع التركيب الجنسي للسكان بنسبة 50.2% ذكور و49.8% إناث.